# Henrik Sedin
Lars Henrik Sedin, född 26 september 1980 i Själevads församling, Örnsköldsvik, är en svensk före detta professionell ishockeyspelare som spelade som center för Vancouver Canucks.

## Karriär
Henrik Sedin var redan i de tidiga tonåren en stor hockeytalang som tillsammans med sin tvillingbror Daniel Sedin slog igenom i Elitserien under det sena 1990-talet. Han valdes som tredje spelare totalt i NHL-draften 1999 av Vancouver Canucks där han debuterade den 5 oktober 2000. 
På grund av NHL-konflikten 2004–05 återvände Henrik till Modo Hockey tillsammans med sin tvillingbror och spelare som bland andra Peter Forsberg, Markus Näslund och Tommy Salo. Konflikten tog slut inför säsongen 2005–2006 och Henrik återvände till NHL och Vancouver Canucks, där han sedan dess etablerat sig som en av världens främsta spelfördelare. Säsongen 2006–2007 kom han med imponerande 71 assists, vilket var nytt klubbrekord, fyra i NHL:s assistliga, före namn som Jaromir Jagr och Joe Sakic. Bland svenskarna är det bara Kent Nilsson och Peter Forsberg som passat fram till fler mål under en och samma NHL-säsong. Fram till och med den säsongen förbättrade han också sitt poängfacit för varje säsong. Även under den sjunde säsongen, 2007–2008, kom han fyra i NHL:s assistliga, fast då med 61 assists. Samma säsong fick han för första gången äran att vara med i den årliga All-Star-matchen, där han noterade två assists.
Henrik Sedin tog tillsammans med Tre Kronor guld under Olympiska vinterspelen 2006 i Turin.
Inför säsongen 2009–2010 skrev båda bröderna på ett femårskontrakt med Vancouver. Under säsongen blev Sedin åttonde svensk att göra fler än 100 poäng under en säsong i NHL.
Inför den sista omgången under grundserien säsongen 2009–2010 låg Henrik Sedin på andra plats i NHL:s poängliga, en poäng bakom Aleksandr Ovetjkin. Innan den sista matchen mot Calgary Flames den 10 april 2010 fick han motta tre individuella priser av Vancouver Canucks, Cyclone Taylor Trophy (lagets mest värdefulla spelare), Cyrus H. McLean Trophy (lagets bästa poänggörare) och Molson Cup (flest gånger blivit utsedd till "matchens spelare" i sitt lag under säsongen). Mot Calgary assisterade Sedin till fyra mål när Vancouver vann med 7-3 och avslutade därmed säsongen på 112 poäng fördelat på 29 mål och 83 assists. När Ovetjkin inte gjorde någon poäng i sin sista match vann Sedin poängligan. Han slog även Pavel Bures klubbrekord på 110 poäng under en säsong från 1992–1993. Genom detta blev Henrik Sedin den andre svensken genom tiderna som vunnit NHL:s poängliga, efter Peter Forsberg som vann poängligan säsongen 2002–03. Den lyckade säsongen renderade även i att Henrik blev utsedd till NHL:s mest värdefulle spelare under grundserien och tog emot Hart Memorial Trophy.
Säsongen 2010–2011 blev Henrik Sedin utsedd till lagkapten för Vancouver Canucks. Han gjorde 94 poäng i grundserien och 22 poäng i slutspelet när Vancouver Canucks gick till final i Stanley Cup-slutspelet där man förlorade med 4-3 i matcher mot Boston Bruins.
20 januari 2017 blev Henrik Sedin den fjärde svensken genom tiderna att nå 1000 poäng i NHL. Detta skedde i match mot Florida Panthers.
Sedin var med och tog guld med det svenska landslaget under VM 2013. Han kom in i laget en bit in i turneringen tillsammans med brodern Daniel och hann göra 4 mål och 5 assists på 4 matcher.
Henrik Sedin och hans bror avslutade sin karriär 2018 när de skickade ut ett brev till Vancouver Canucks samt alla fans och tackade för allt.

## Statistik

### Klubbkarriär
| 1997–98           | MODO Hockey       | Elitserien        | 39   | 1   | 4   | 5    | 8   | 7   | 0  | 0  | 0  | 0  |
| 1998–99           | MODO Hockey       | Elitserien        | 49   | 12  | 22  | 34   | 32  | 13  | 2  | 8  | 10 | 6  |
| 1999–00           | MODO Hockey       | Elitserien        | 50   | 9   | 38  | 47   | 22  | 13  | 5  | 9  | 14 | 2  |
| 2000–01           | Vancouver Canucks | NHL               | 82   | 9   | 20  | 29   | 38  | 4   | 0  | 4  | 4  | 0  |
| 2001–02           | Vancouver Canucks | NHL               | 82   | 16  | 20  | 36   | 36  | 6   | 3  | 0  | 3  | 0  |
| 2002–03           | Vancouver Canucks | NHL               | 78   | 8   | 31  | 39   | 38  | 14  | 3  | 2  | 5  | 8  |
| 2003–04           | Vancouver Canucks | NHL               | 76   | 11  | 31  | 42   | 32  | 7   | 2  | 2  | 4  | 2  |
| 2004–05           | MODO Hockey       | Elitserien        | 44   | 14  | 22  | 36   | 50  | 6   | 1  | 3  | 4  | 6  |
| 2005–06           | Vancouver Canucks | NHL               | 82   | 18  | 57  | 75   | 56  | —   | —  | —  | —  | —  |
| 2006–07           | Vancouver Canucks | NHL               | 82   | 10  | 71  | 81   | 66  | 12  | 2  | 2  | 4  | 14 |
| 2007–08           | Vancouver Canucks | NHL               | 82   | 15  | 61  | 76   | 56  | —   | —  | —  | —  | —  |
| 2008–09           | Vancouver Canucks | NHL               | 82   | 22  | 60  | 82   | 48  | 10  | 4  | 6  | 10 | 2  |
| 2009–10           | Vancouver Canucks | NHL               | 82   | 29  | 83  | 112  | 48  | 12  | 3  | 11 | 14 | 6  |
| 2010–11           | Vancouver Canucks | NHL               | 82   | 19  | 75  | 94   | 40  | 25  | 3  | 19 | 22 | 16 |
| 2011–12           | Vancouver Canucks | NHL               | 82   | 14  | 67  | 81   | 52  | 5   | 2  | 3  | 5  | 4  |
| 2012–13           | Vancouver Canucks | NHL               | 48   | 11  | 34  | 45   | 24  | 4   | 0  | 3  | 3  | 4  |
| 2013–14           | Vancouver Canucks | NHL               | 70   | 11  | 39  | 50   | 42  | —   | —  | —  | —  | —  |
| 2014–15           | Vancouver Canucks | NHL               | 82   | 18  | 55  | 73   | 22  | 6   | 1  | 3  | 4  | 2  |
| 2015–16           | Vancouver Canucks | NHL               | 74   | 11  | 44  | 55   | 24  | —   | —  | —  | —  | —  |
| 2016–17           | Vancouver Canucks | NHL               | 82   | 15  | 35  | 50   | 28  | —   | —  | —  | —  | —  |
| 2017–18           | Vancouver Canucks | NHL               | 82   | 3   | 47  | 50   | 30  | —   | —  | —  | —  | —  |
| NHL totalt        | NHL totalt        | NHL totalt        | 1330 | 240 | 830 | 1070 | 680 | 105 | 23 | 55 | 78 | 58 |
| Elitserien totalt | Elitserien totalt | Elitserien totalt | 182  | 36  | 86  | 122  | 122 | 39  | 8  | 20 | 28 | 14 |

### Internationellt

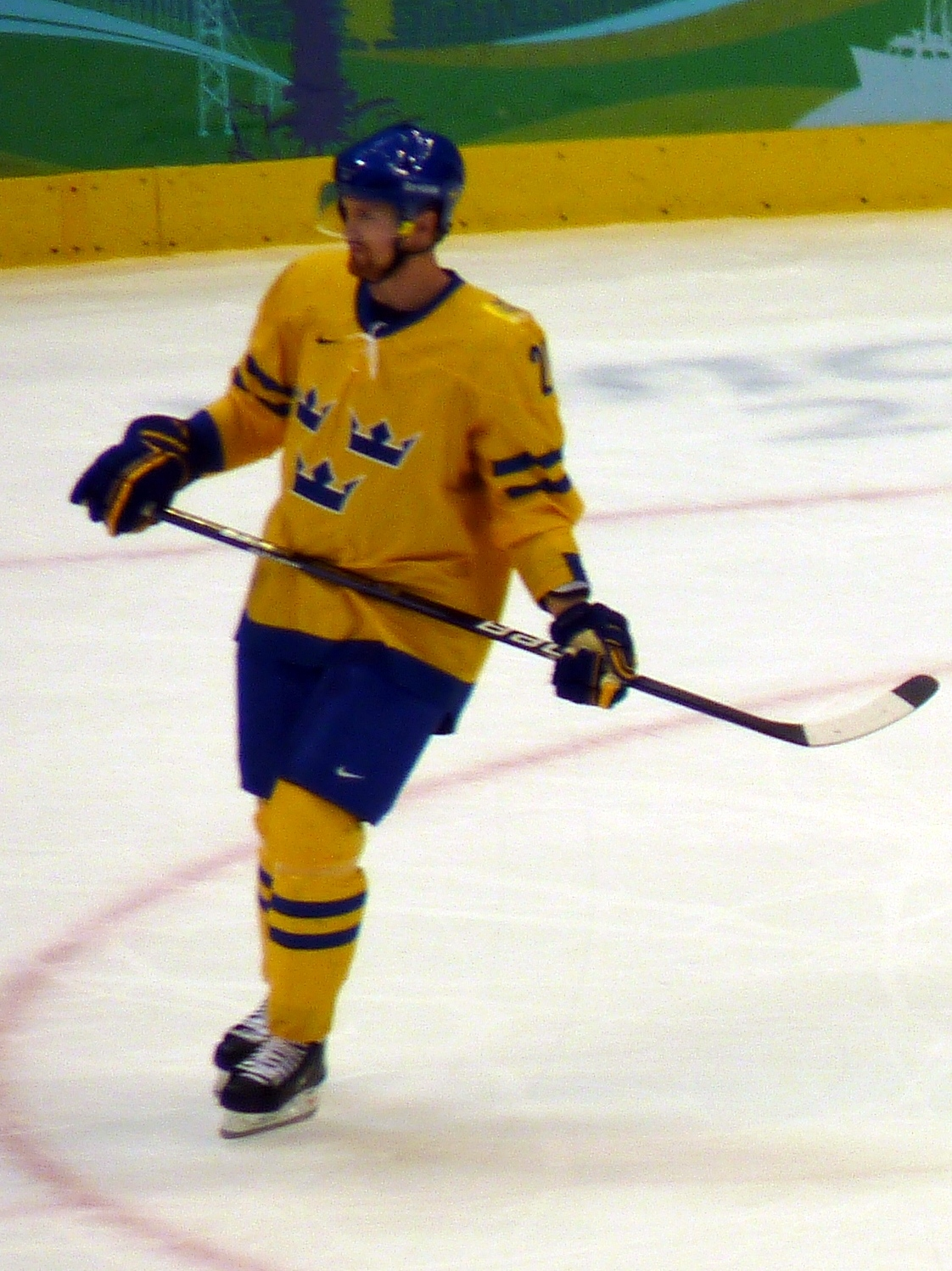
Henrik Sedin under OS 2010.

| År            | Lag           | Turnering     | Matcher | Mål | Assists | Poäng | Utv. |
| ------------- | ------------- | ------------- | ------- | --- | ------- | ----- | ---- |
| 1997          | Sverige       | JEM           | 6       | 3   | 4       | 7     | 16   |
| 1998          | Sverige       | JEM           | 6       | 5   | 4       | 9     | 4    |
| 1998          | Sverige       | JVM           | 7       | 0   | 4       | 4     | 4    |
| 1999          | Sverige       | JVM           | 6       | 3   | 6       | 9     | 12   |
| 1999          | Sverige       | VM            | 8       | 0   | 0       | 0     | 4    |
| 2000          | Sverige       | JVM           | 7       | 4   | 9       | 13    | 0    |
| 2000          | Sverige       | VM            | 7       | 2   | 3       | 5     | 6    |
| 2001          | Sverige       | VM            | 9       | 1   | 0       | 1     | 0    |
| 2005          | Sverige       | VM            | 9       | 2   | 4       | 6     | 7    |
| 2006          | Sverige       | OS            | 8       | 3   | 1       | 4     | 2    |
| 2010          | Sverige       | OS            | 4       | 0   | 2       | 2     | 2    |
| 2013          | Sverige       | VM            | 4       | 4   | 5       | 9     | 4    |
| Junior totalt | Junior totalt | Junior totalt | 32      | 15  | 27      | 42    | 36   |
| Senior totalt | Senior totalt | Senior totalt | 49      | 12  | 15      | 27    | 23   |

## Övrigt
Henrik Sedin är tillsammans med Daniel Sedin med på omslaget för den svenska versionen av TV-spelet NHL 11 från 2010.